# 斯捷潘·马卡罗夫
斯捷潘·奧西波維奇·馬卡羅夫（俄语：Степа́н О́сипович Мака́ров，1849年1月8日—1904年4月13日）俄羅斯帝國海軍中將，海洋學家和極地探險家，俄羅斯科學院會員。日俄戰爭中任太平洋艦隊分艦隊司令，因旗艦彼得羅帕夫洛夫斯克號觸雷沉沒而戰死。庫頁島上的马卡罗夫就是以他的名字命名。
他提议并监督建造了世界上第一艘极地破冰船叶尔马克号。

## 紀念
以他名字命名的軍艦包括：
- 马卡洛夫海军上将号巡防舰
- 馬卡洛夫海軍上將號破冰船（英语：Admiral Makarov (icebreaker)）
- 馬卡洛夫海軍上將號巡洋艦 (1970年)（英语：Soviet cruiser Admiral Makarov (1970)）
- 馬卡洛夫海軍上將號巡洋艦 (1908年)（英语：Russian cruiser Admiral Makarov）
- 納粹德國的紐倫堡號輕巡洋艦在二戰後移交蘇聯，更名為馬卡洛夫海軍上將號

## 外部連結
- http://www.peoples.ru/military/admiral/makarov/ （页面存档备份，存于）
- http://www.russojapanesewar.com/makaroff.html （页面存档备份，存于） （英文）
- http://rovs2.narod.ru/am.html （页面存档备份，存于）